# Lodno
Lodno (maďarsky Lodnó) je obec na Slovensku v okrese Kysucké Nové Mesto. Žije zde 971 obyvatel. První písemná zmínka o obci pochází z roku 1658.

## Poloha
Obec leží na úpatí Kysucké vrchoviny. Na západě bezprostředně sousedí s Kysuckým Lieskovem a přes Korcháňské sedlo (730 m n. m.) se Starou Bystricí, na jihu s obcí Povina a na severu přes vrch Kýčeru s Klubinou. Obcí protéká řeka Lodňanka.

## Dějiny
Obec Lodno vznikla z původního rozptýleného kopaničářského osídlení, když se v první polovině 17. století vyčlenila z části katastru Kysuckého Lieskovce. Podle zápisu v archivu to bylo v roce 1654. Roku 1658 zde bylo 10 valašských hospodářství, obec tehdy patřila k Budatínskému panství. V roce 1965 obec postihla povodeň.
Obec byla známá jako středisko pěstování ovoce, zejména hrušek. Z původní lidové architektury se zachovaly některé dvojprostorové a tříprostorové srubové domy se sedlovými střechami a šachovnicově děleným štítem pomocí lišt. Dvory byly neuzavřené.

## Památky
V obci je zachovaná zděná zvonice ze začátku 19. století, která je hodnotným dokladem lidové architektury. Klasicistní zvon umístěný ve zvonici byl odlit roku 1805 v Banské Bystrici a je hodnotným dokumentem umělecko-řemeslné tvorby odlévání zvonů.
Také zde stojí římskokatolický kostel sv. Petra a Pavla se třemi zvony.